# Vineet Nayar

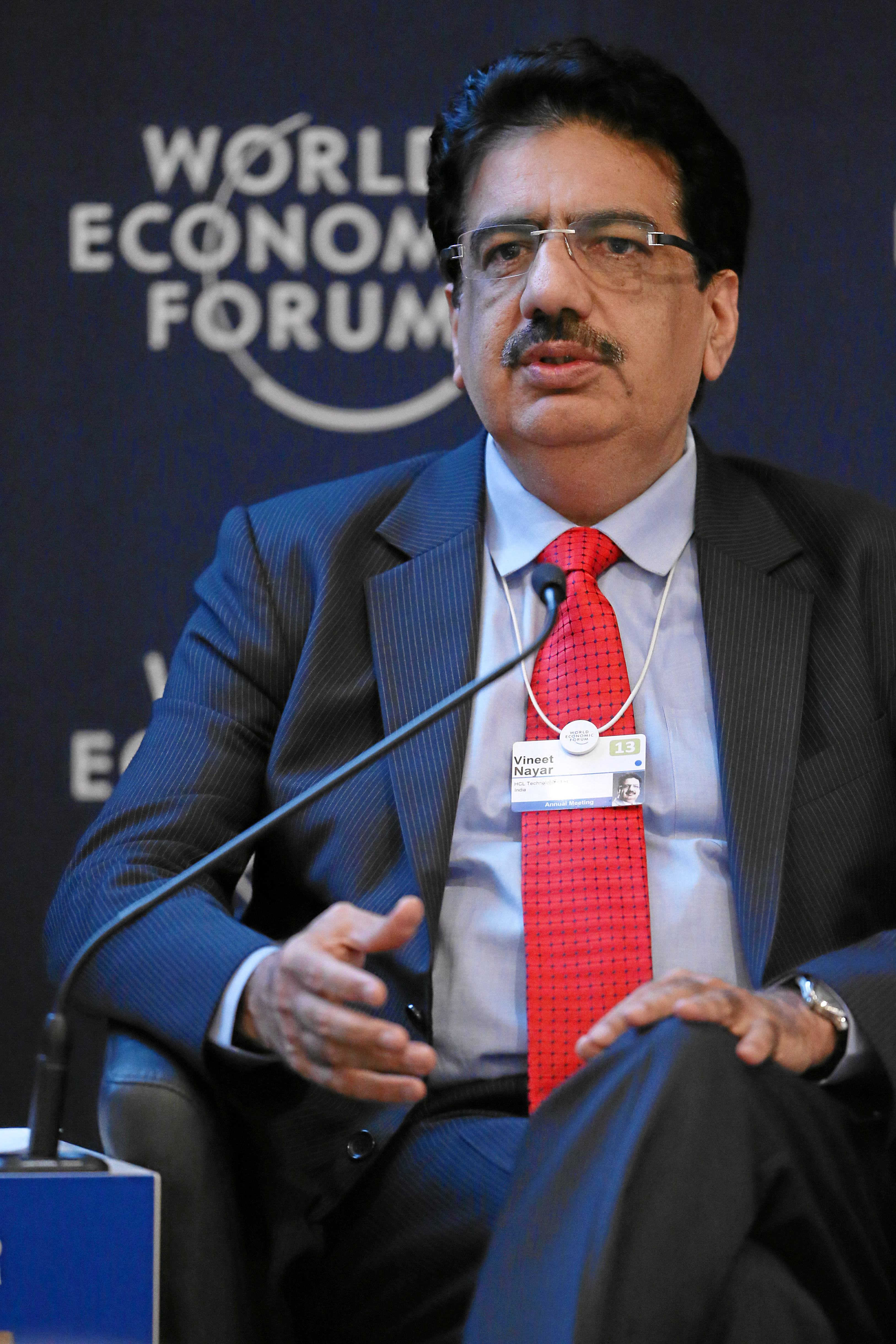
Vineet Nayar 2013 beim Weltwirtschaftsforum

Vineet Nayar (* 1962 in Pantnagar) ist ein indischer Manager und Buchautor.
Als Mitglied der Geschäftsführung von HCL Technologies Ltd. entwickelte Nayar eine eigene, auf das Wohl der Mitarbeiter fokussierte Führungsphilosophie mit dem Titel "Employees First, Customers Second", für die er weltweit Aufmerksamkeit und Anerkennung erfahren hat.
Das gleichnamige Buch wurde 2010 vom Library Journal of America zu einem der besten Business-Bücher des Jahres erklärt. Im Mai 2013 soll es in deutscher Übersetzung als "Zuerst der Mitarbeiter, dann der Kunde" erscheinen.
2011 erhielt Nayar am Rande der Computermesse Cebit die vom Niedersächsischen Wirtschaftsministerium verliehene Management-Auszeichnung "Leader in the Digital Age Award".
Nayar bloggt regelmäßig auf Englisch in seinem persönlichen Blog "Vineet Nayar's Scrapbook" und unter "Inverted Wisdom" im Blognetzwerk von Harvard Business Review.